# Poul Borum
Poul Borum född 15 oktober 1934 i Köpenhamn, död 10 maj 1996, var en dansk författare och översättare.
Borum var redaktör för tidskriften Hvedekorn från 1968 till 1996. Han var även en av initiativtagarna till skapandet av Forfatterskolen och var under ett antal år även dess rektor.